# Boroštica
Boroštica (cyr. Бороштица) – wieś w Serbii, w okręgu raskim, w gminie Tutin. W 2011 roku liczyła 312 mieszkańców.